# Minos Gouras
Minos Gouras (* 7. Juni 1998 in Speyer) ist ein deutsch-griechischer Fußballspieler.

## Karriere
Minos Gouras begann bei der Jugend des TuS Gronau und des Ludwigshafener SC mit dem Fußballspielen.
Der Linksaußen steht von  der Saison 2020/21 an beim 1. FC Saarbrücken bis 2022 unter Vertrag.
Im Sommer 2022 wechselte er zum SSV Jahn Regensburg in die 2. Bundesliga.
Nach dem Abstieg seiner Mannschaft wechselte er im Sommer 2023 zum neuen Ligakonkurrenten SV Waldhof Mannheim.
Im Februar 2025 wechselte er zum FC 08 Homburg.